# Only my railgun
《only my railgun》是日本組合fripSide（第二期）的第一張單曲，於2009年11月4日由Geneon Entertainment發售。A面曲《only my railgun》是電視動畫《科學超電磁砲》第一首主題曲，是日本動畫史上最具代表性的動畫歌曲之一。
2020年，fripSide在YouTube上傳了重新編曲的新版本《only my railgun -version 2020-》。重新編曲的版本收錄在音樂影片合輯《fripSide infinite video clips 2009-2020》中，亦以數碼音樂下載形式發行。

## 概要
日本組合fripSide於2002年成立。2009年8月，南條愛乃以女主音的身份加入，跟音樂製作人八木沼悟志組成第二代的fripSide。《only my railgun》是南條加入後的第一張單曲。
雖然這首歌聽起來很快，但速度其實只有每分鐘130拍左右。
《only my railgun》是電視動畫《科學超電磁砲》的第一首片頭曲。該動畫其後有多首片頭曲（如《sister's noise》等）都是由fripSide主唱。歌名中的「railgun」來自《科學超電磁砲》主角御坂美琴的稱號「超電磁砲」。

## 反應和影響

### 銷量
本單曲發售首周銷量約2.6萬張，於Oricon公信榜單曲周榜上獲得第3名；大幅高於fripSide上一張單曲《flower of bravery》的第26名，並首次打進該榜頭十。2010年11月，獲日本唱片協會認證為金唱片。另外，在動畫歌曲網站animelo mix（アニメロミックス）的2010年「簡訊鈴聲全曲排行榜」上排名第1。
2020年4月，時隔11年重新編曲的《only my railgun -version 2020-》在mora動畫歌曲每周排行榜上獲得第1名。

### 獎項
2010年，獲得第15屆神戶動畫獎最佳動畫主題歌獎。審查委員之一岩崎和夫指在動畫歌曲近年要不只是為了跟動畫搭配而生，就是直接由動畫角色主唱的風氣下，《only my railgun》是難得以歌曲本身去配合動畫內容的主題曲。
2016年，在日本廣播協會（NHK）舉辦的「日本動畫100」票選活動中，獲得第6名。2019年，在日本索尼音樂娛樂舉辦的平成動畫歌曲大賞中獲得作品賞（2000年－2009年）。

### 評價
2015年，在Anime! Anime!（アニメ！アニメ！）的問卷調查中獲選為「喜歡的動畫作品片頭曲」（好きなアニメ作品のオープニング）第1名。

## 收錄曲目
CD
全碟作曲、编曲：八木沼悟志
1. only my railgun [4:17]
作詞：八木沼悟志、yuki-ka。
電視動畫《科學超電磁砲》第一季片頭曲
2. late in autumn [6:09]
作詞：南條愛乃、yuki-ka。
3. only my railgun -Instrumental- [4:17]
4. late in autumn -Instrumental- [6:06]

DVD（初回限定盤附送）
1. Only my railgun PV
2. MAKING
3. SPOT In Stores Now ver.
4. SPOT Special ver.

## 收錄專輯
《only my railgun》有其他改編版本收錄於以下作品中：
- m.o.v.e：收錄在其專輯《anim.o.v.e 03》，2011年9月7日發行[11]
- 觸手猴：鋼琴版收錄於其專輯《Anison Piano 〜marasy animation songs cover on piano〜》，2014年5月28日發行[12]
- Machico：收錄在其專輯《COLORS II -RML-》，2015年4月8日發行[13]
- 石川綾子：小提琴版收錄在其專輯《ANIME CLASSIC》，2015年12月9日發行[14]
- Poppin'Party（戶山香澄／愛美）：收錄在2017年發行的手機遊戲《BanG Dream! 少女樂團派對》，以及後於2019年12月18日發行的專輯《BanG Dream! 少女樂團派對！翻唱合集Vol.3》[15]

## 外部連結
NBC環球娛樂
- 通常盤 （页面存档备份，存于）（日語）
- 初回限定盤 （页面存档备份，存于）（日語）

YouTube
- 《only my railgun》 （页面存档备份，存于）（日語）
- 《only my railgun -version 2020-》 （页面存档备份，存于）（日語）
- 《only my railgun》短版音樂影片 （页面存档备份，存于）（日語）
- 《only my railgun -version 2020-》短版音樂影片 （页面存档备份，存于）（日語）